# Ахетов, Амир Амантаевич
Амир Амантаевич Ахетов (каз. Әмір Амантайұлы Ахетов; (1969—2019) — казахстанский ученый, врач, доктор медицинских наук, Лауреат Государственной премии Республики Казахстан (2017).
Дети: сын и дочь

## Биография
Родился 10 ноября 1969 года в Акмолинской области.
В 1987—1989 годах учился во Втором Московском ордена Ленина Государственном Медицинском институте им. Н. И. Пирогова. В 1994 году окончил Алма-Атинский государственный медицинский институт по специальности «Лечебное дело». Во время учёбы работал санитаром хирургического отделения трансплантологии искусственной почки НИИ клинической и экспериментальной хирургии имени А. Н. Сызганова и Пансионата для ветеранов войны № 6 города Москвы.

### Трудовой стаж
Врач-нефролог отделения «Искусственная почка» Больницы скорой медицинской помощи г. Алматы (1994—1998); Врач-токсиколог токсикологического отделения Больницы скорой медицинской помощи г. Алматы (1998—2000),Заведующий центром нефрологии и гемодиализа Городской клинической больницы № 7 г. Алматы (2000—2006); Начальник отдела организационной работы и внешних связей Научного центра медицинских и экономических проблем здравоохранения г. Алматы (2006—2007); Главный врач Городской детской поликлиники № 6 г. Алматы (2007—2007), главный врач АО «Санаторий Алматы» (2007—2008); Главный врач АО "Санаторий «Ок-Жетпес» (01.2008-12.2008); Главный врач Больницы Медицинского центра Управления делами Президента Республики Казахстан (2008—2010); Председатель Правления АО «Республиканский диагностический центр» г. Астана (2010—2012); Главный врач Центральной клинической Больницы Медицинского центра Управления делами Президента Республики Казахстан (2012—2015); Заместитель руководителя Медицинского центра Управления делами Президента Республики Казахстан (05.2015-11.2015); Председатель Комитета оплаты медицинских услуг Министерства здравоохранения и социального развития населения Республики Казахстан (2015—2016); Директор Больницы Медицинского центра Управления делами Президента РК (с 05.2016).
В ноябре 2017 года Амиру Ахетову в составе коллектива авторов за цикл работ по разработке научных методов активного долголетия была присуждена Государственная премия Республики Казахстан в области науки и техники
3 февраля 2019 года был доставлен в больницу города Астана с диагнозом колото-резаная рана шеи с повреждением сосудов справа.

## Награды и звания
- Государственная премия Республики Казахстан в области науки и техники[5]
- Заслуженный деятель Республики Казахстан
- Доктор медицинских наук
- член Национальной академии наук Республики Казахстан